# 해남 관두산 봉수지
해남 관두산 봉수지는 대한민국 전라남도 해남군 화산면에 있다. 2015년 6월 29일 해남군의 향토문화유산 제29호로 지정되었다.

## 개요
관두산 봉수지는 관동마을 성좌동 해발 121m 정상에 위치하며, 조선시대부터 왜적의 침입에 대비하여 설치한 주요 군사적 거점지로서 임진왜란 당시 중요한 역할을 했다고 전한다.
1960년대 말에 봉화대를 허물어서 군사적인 목적으로 헬기장을 축조하는데 그 돌을 사용하였는데 지름 8m 의 원형 석축형태로 추정된다.
관두산봉수는 세종대에 初築한 것으로 생각되는데 “세종실록지리지”의 기록이 이를 방증해 준다.